# Дуцзянъянь
Дуцзянъянь (кит. упр. 都江堰, пиньинь Dūjiāngyàn) — древняя ирригационная система, созданная в 256 г. до н. э. (Период Сражающихся царств) в китайской провинции Сычуань близ Чэнду под руководством чиновника по имени Ли Бин. Внесена в список Всемирного наследия ЮНЕСКО как крупнейший инженерный проект в Евразии того времени, среди известных в настоящее время.
Согласно Историческим запискам Сыма Цяня, для получения поддержки местного населения Ли Бину пришлось не только разработать инженерное решение, но и преодолеть бытующие анимистические суеверия, инсценировав свадебный банкет с участием речного божества, скандал из-за его невежливости и последующую битву с «духом», которого изображал заранее приготовленный бык.
Убеждённые увиденным, крестьяне позволили привлечь себя к строительству: в течение семи лет разрушали толщу скалы, раскаляя её кострами, которые затем заливались потоками ледяной воды. Благодаря целенаправленному разрушению скалы река Миньцзян была разделена на два рукава. Введение Дуцзянъяня в действие положило конец ежегодным разливам реки и создало исключительно благоприятные условия для развития сельского хозяйства. В благодарность за создание этой системы Ли Бин был обожествлён местными жителями, а на берегу был воздвигнут храм в его честь. Дуцзянъянь до сих пор позволяет орошать около 530 000 гектаров пахотных земель.
Система Дуцзянъянь сильно пострадала в результате землетрясения 2008 года.